# Stoll

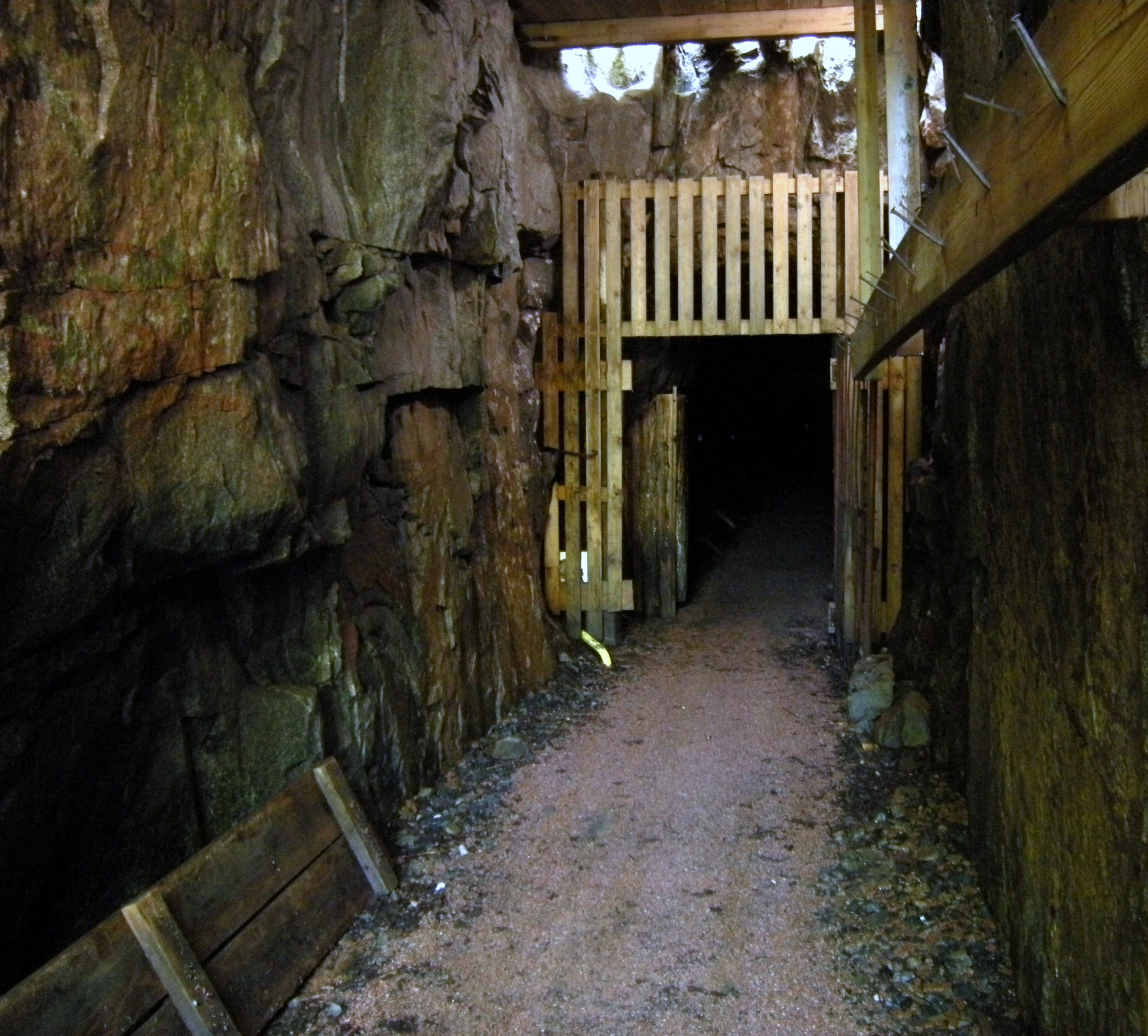
Ingången till stollen i Stillgruvan, Storberget

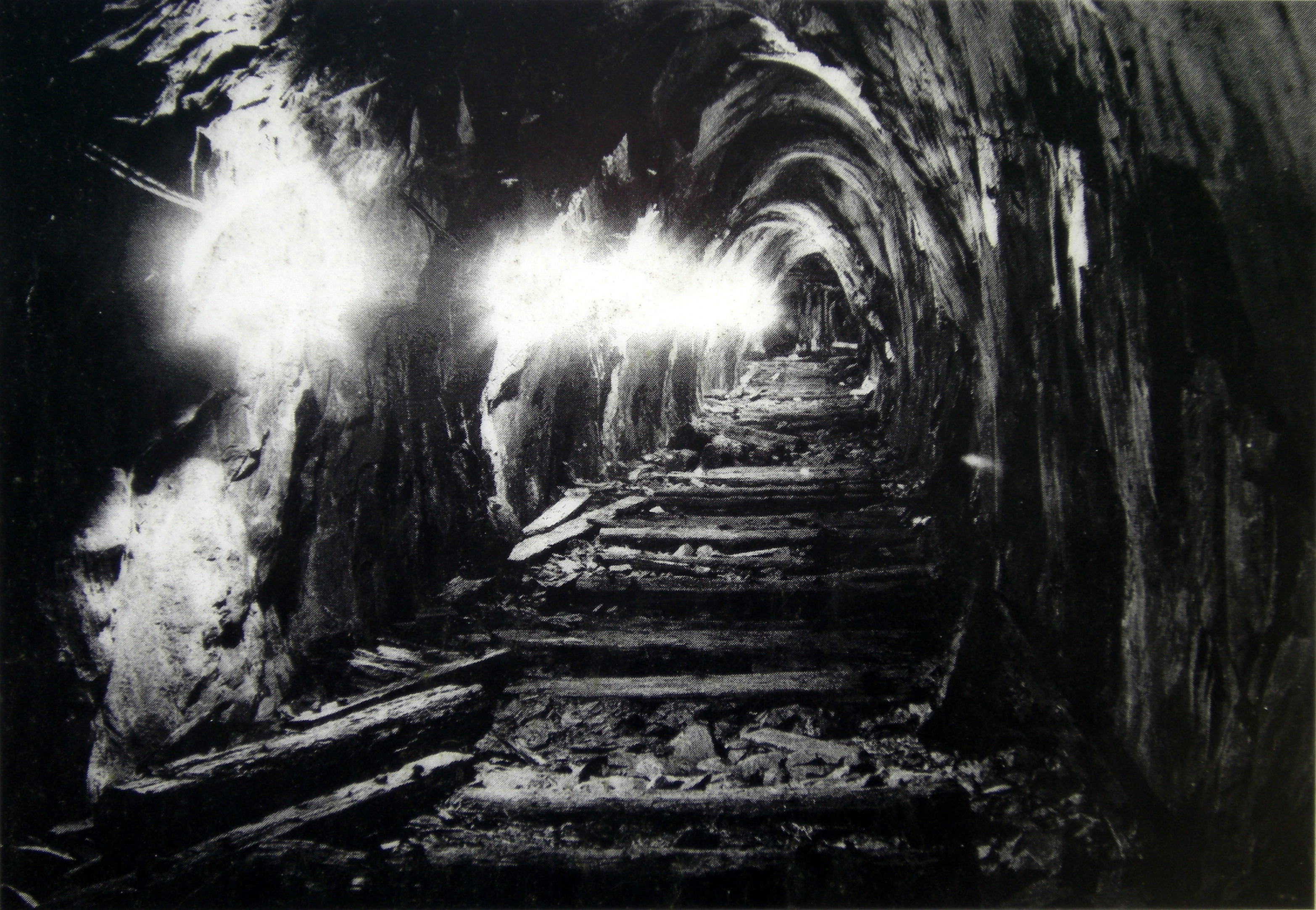
Stollgången nära Stillgruvorna, ett dagbrott.. Storberget

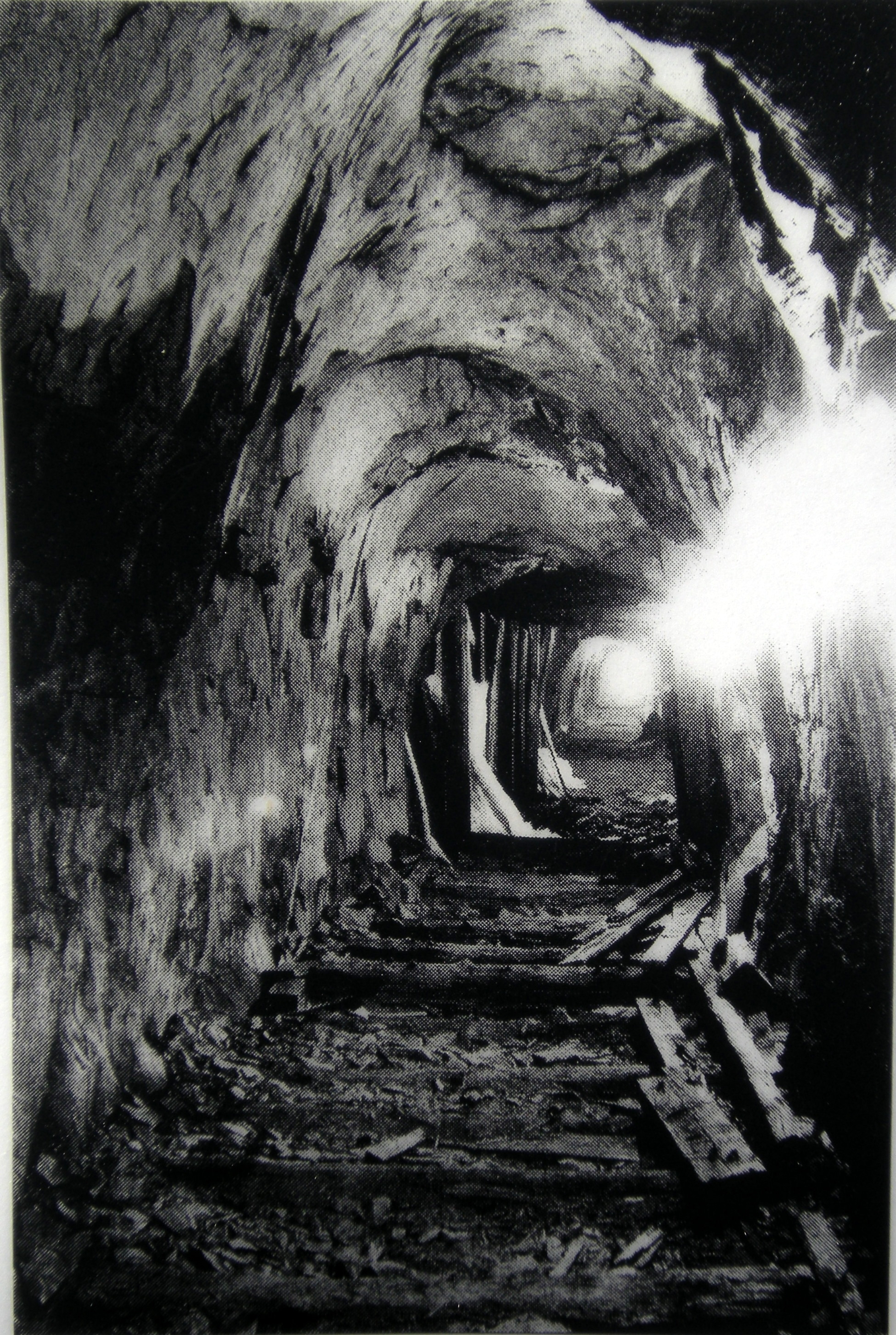
Stollgången där Lichtloch ansluter. Storberget

En stoll eller dagort (efter tyska "Stollen"), är en horisontell ort, som i sin ena ände har förbindelse med en vertikal bergsida. Oftast finns stollens öppning i en bergssida eller sluttning och leder in till brytrum eller längre in belägna schakt. Ett vanligt syfte med stollgångar var att dränera en gruva från vatten. Före ångmaskinens genombrott var länshållningen ett av gruvdriftens stora problem.
Stollgång eller sidoort är en ort som utgår från sidan av ett schakt.
Stollgångar drevs oftast med tillmakning och tog då mycket lång tid att färdigställa. I vissa fall fick ett särskilt schakt drivas från dagen längre in längs stollens sträckning för att släppa ut rökgaserna från tillmakningsbrasorna, en så kallad "lichtloch".
Stollgångar användes mest i äldre gruvbrytning (före 1850-talet), men enstaka exempel på modernare stollgångar finns, till exempel i Malmberget och i Zinkgruvan (den senare dock plomberad).

## Lista
Några stollar som kan beses i Sverige är:
- Bastnässtollen, Riddarhyttan
- Stollen vid Silvergruvan, Guldsmedshyttan
- Konunga-stollen i Klacka-Lerberg, Nora kommun
- Maxstollen – Nautanen, Gällivare
- Vid Silvergruvan, Hällefors, finns ett flertal stollar, likaså vid Sala Silvergruva.
- Stenebo gruvor i Ukna i Norra Kalmar län
- Stollen i Stillgruvan, Storberget, mellan Hofors och Torsåker
- Venuspassagen – Slotterbergets gruvor, Hjulsjö
- Wahlundsstollen – Långban
- Tilas stoll – Högbergsfältet, Persberg